# 马朗拉
马朗拉（法語：Marenla，法語發音：[maʁɑ̃la]）是法国上法蘭西大區加来海峡省的一个市镇，属于蒙特勒伊区。

## 地理
马朗拉（50°26'45"N, 1°51'56"E）面积10.04 平方千米，位于法国上法蘭西大區加来海峡省，该省份为法国北部沿海省份，西北濒北海，南至索姆省，东临北部省。
与马朗拉接壤的市镇（或旧市镇、城区）包括：艾克斯昂伊萨尔、博兰维尔、布里默、莱斯皮努瓦、克雷夸斯河畔卢瓦松、马朗、康什河畔马尔勒、圣德讷。
马朗拉的时区为UTC+01:00、UTC+02:00（夏令时）。

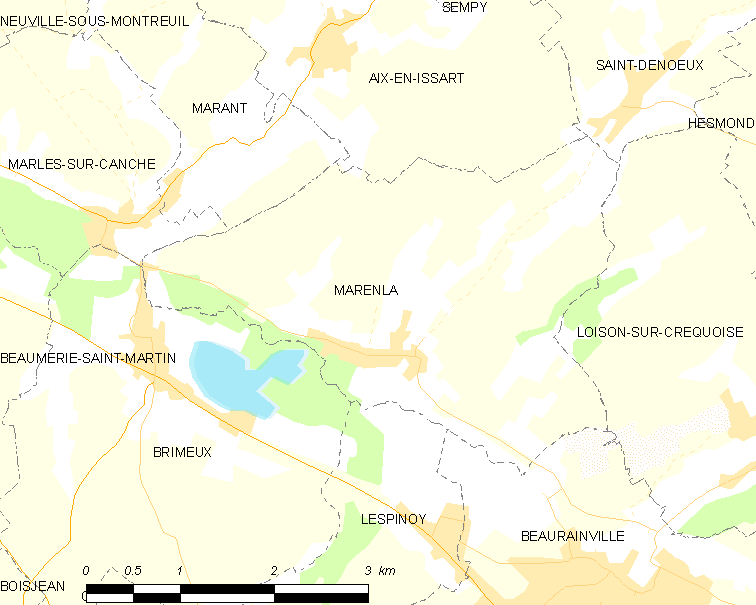
马朗拉的OSM定位图

## 行政
马朗拉的邮政编码为62990，INSEE市镇编码为62551。

## 政治
马朗拉所属的省级选区为欧克西堡县。

## 人口

1962-2008年间马朗拉人口变化图示

马朗拉于2022年1月1日时的人口数量为264人。